# Inspector Gadget
Inspector Gadget (Brasil: Inspetor Bugiganga / Portugal: Inspector Gadget) é uma animação franco-americano-canadense. Narra as aventuras de um inspetor policial que após sofrer um acidente, foi transformado numa espécie de robô com mil e uma bugigangas diferentes, através do projeto secreto "Bugiganga".
O maior vilão da cidade, foi o causador do acidente do inspetor, mas ele também perdeu sua mão no tal acidente e se transformou no "Dr. Garra". Agora bugiganga tem que salvar o mundo dos crimes do Dr. Garra, que acha que bugiganga o fez perder a mão e por isso vive tentando destruí-lo.
No Brasil a série fora exibida primeiramente pela Rede Record e mais tarde pelo SBT na década de 1990, recentemente voltou ao ar pela Rede Aparecida (através do Clubti) em 1 de outubro de 2012.
Em Portugal a série foi exibida primeiramente pelo Canal 1 (RTP1) em 1990 na versão francesa com legendas em português aos sábados de manhã. Em 1994, estreou na SIC com dobragem em portuguesa, desta vez com exibição aos domingos de manhã no "Super Buèrèré". De 2009 a 2011, estreou no Panda, com a mesma dobragem da SIC, também estreou pelo KidsCo e pela SIC K em 2011 e 2012.

## Episódio piloto
O episódio piloto da série, foi produzido em 1983, com o título de "Winter Olympics". Em sua primeira aparição neste episódio, o Inspetor Bugiganga tinha um bigode, mas que acabou sendo removido pelo resto da série. Isso foi devido ao fato da produtora DIC, ter recebido uma carta da MGM reclamando que a aparência do Inspetor Bugiganga lembrava o ator Peter Sellers no papel do Inspetor Clouseau, no filme de 1963 The Pink Panther  .

## A origem

### Na série de TV
Apesar de nenhum episódio da série animada de 1983, ter contado a história de como Bugiganga se tornou "meio homem" e "meio máquina", a sua origem acabou sendo revelada em 1991, quando foram lançados nos Estados Unidos cards colecionáveis oficiais do Inspetor Bugiganga ("trading card" ou "cromo"). Um dos cards continha a informação de que ele era um inspetor de polícia comum, até o dia em que caiu escada à baixo, depois de escorregar em uma casca de banana. Quando ele acordou de uma operação no hospital, ele tinha "mais de 13.000 dispositivos de combate ao crime presos ao seu corpo" .

### No filme live-action de 1999
No filme live action de 1999, ele ganhou o nome de "John Brown", antes de se tornar o Inspetor Bugiganga, e sofreu um acidente de carro. Acidente que foi causado pelo próprio Doutor Garra, que também acaba perdendo a sua mão no acidente que ele mesmo causou.

## Personagens

### Inspetor Bugiganga / Inspector Gadget
É um detetive ciborgue muito trapalhão. Em quase todos os casos que são atribuídos comete erros estúpidos, confundindo pessoas inocentes com os inimigos, e acreditando que os verdadeiros inimigos são boas pessoas, mesmo quando estes usam os uniformes de bandidos bem à vista. Sua inépcia arrasta-o muitas vezes em perigo, mas ele sempre consegue fugir usando uma de suas bugigangas ou com a ajuda de sua sobrinha Penny.
O personagem foi baseado no Agente 86 e o Inspetor Clouseau da Pantera Cor de Rosa. Originalmente quando foi criado no episódio piloto de 1983 ele tinha bigode, mas o bigode foi removido pelo resto da série. Na dublagem da Record era chamado de Inspetor Gandaia.

### Penny
É a sobrinha do Bugiganga. Bugiganga é o guardião dela, embora geralmente pareça que ela é a guardiã dele. Penny tem cabelo loiro e olhos verdes, usa quase sempre uma camisa vermelha com uma faixa branca no centro, e um par de calças verde escuro, com quadrados verdes claro sobre os joelhos. Apesar de muitos acharem que o herói é seu tio, ela é a real responsável pelo fracasso dos planos malignos do "Dr. Garra". Sua ferramenta de combate ao crime é um livro-computador de alta tecnologia, capaz de decifrar códigos, edifícios e prevalecem sobre qualquer tipo de máquina ou dispositivo. Usando seu computador, Penny é capaz de monitorar tudo o que acontece com Bugiganga e - com a ajuda de seu cão Crânio - ajudar a evitar muitos desastres potenciais causados por ele mesmo. Na Record seu nome era Serena.

### Crânio (Brain)
É o cão antropomórfico de Penny. Ele é o responsável por manter Bugiganga longe dos perigos. É um mestre dos disfarces sempre se disfarçando para tentar se aproximar do inspetor. Embora Bugiganga sempre se mantenha em contato com Crânio, ele nunca o reconhece em suas investigações geralmente o confundindo com um dos agentes loucos do Dr. Garra. Sua coleira é equipada com um sistema de comunicação de vídeo retráctil ligado a uma porta do livro-computador e relógio de Penny para ela o monitorizar ou mandar um aviso da localização de Garra e seus capangas. Sua raça é desconhecida, embora pudesse ser um golden retriever.
Na dublagem original seu nome é "Brain", que significa "Cérebro".  Na dublagem da Record era chamado de Guru.

### Dr. Garra (Dr. Claw)
É o arqui-inimigo da série líder de uma organização criminosa conhecida como MAD. Fala com voz profunda e ameaçadora, e seu rosto assim como o resto de seu corpo nunca são mostrados, sendo apenas braços e mãos enluvadas visíveis mesmo diante do computador. Mesmo que ele esteja ciente de Bugiganga, acredita que o Inspetor é o seu pior inimigo e não percebe que são realmente Penny e Crânio que frustram seus planos. Seu animal de estimação, que está sempre ao seu lado, é um gato gordo chamado Gato Louco. Em alguns episódios, o gato tenta fazer algo simples, mas sempre falha, geralmente porque Garra bate na mesa. O gato não tem voz, mas quando Garra ri, ele ri, também. Dr. Garra certas semelhanças com o Ernst Stavro Blofeld dos filmes do James Bond. Na Record seu nome era Doutor Sinistro.

### Chefe Quimby (Chief Quimby)
É o chefe do Inspetor Bugiganga. Aparece no início de cada episódio para confiar as missões a Bugiganga e explodir com a mensagem que se autodestroi, porque o Inspetor sempre esquece. Aparece novamente no final do episódio de felicitar Bugiganga do bom trabalho sem saber como ele faz isso. Possui certas semelhanças com o inspetor-chefe Dreyfus de a Pantera Cor de Rosa, enquanto que suas "mensagens explosivas" lembram o filme Missão Impossível.
Na dublagem da Record era chamado de Chefe Bigode.

### Tommy, o Voador/ O Encorpado Homem da Capa (Corporal Capeman)
Um sujeito esquisito que passa a ajudar Bugiganga em suas investigações. Sempre trajando um estranho uniforme de super herói, acredita que pode mesmo voar, o que só acontece quando intercepta uma das mensagens do Chefe Quimby, usando o impulso da explosão para voar. Como Bugiganga, é muito atrapalhado e nunca reconhece um agente louco bem á vista, além de também confundir Crânio com um bandido.

## Curiosidades
Ao final de cada episódio da série original, Bugiganga e Penny sempre tinham alguma lição de moral para ensinar, como cuidados ao andar de bicicleta à noite, não fazer algo de perigoso a menos que tenha certeza do que está fazendo, etc. Nessas ocasiões, diferente da série, Bugiganga demostra ter um bom senso para com a segurança.